# ماريون باور
ماريون باور (بالإنجليزية: Marion Bauer)‏ هي منظرة موسيقى وملحنة أمريكية، ولدت في 15 أغسطس 1882 في والا والا في الولايات المتحدة، وتوفيت في 9 أغسطس 1955 في South Hadley, Massachusetts ‏ في الولايات المتحدة بسبب نوبة قلبية.

## وصلات خارجية
- ماريون باور على موقع ميوزك برينز (الإنجليزية)
- ماريون باور على موقع ديسكوغز (الإنجليزية)